# Stéphane Grappelli
Stéphane Grappelli (født 26. januar 1908 i Paris, død 1. december 1997 smst) var en fransk jazzviolinist. Han dannede i 1934 kvintetten Hot Club de France sammen med bl.a. Django Reinhardt.